# Yunxiansaurus
Yunxianosaurus es el género de un  dinosaurio sauropodomorfo saurópodo que vivió a finales del  período Cretácico, en lo que es hoy Nanyang, China. La especie tipo es Yunxianosaurus hubeinensis.